# West Blocton
West Blocton è un comune degli Stati Uniti d'America situato nella contea di Bibb dello Stato dell'Alabama.